# Apatosuchus
Apatosuchus – rodzaj archozaura należący do grupy rauizuchów. Żył w późnym triasie na terenach współczesnej Europy. Jest znany z jednej niekompletnej czaszki (SMNS 12353b) pochodzącej z datowanych na noryk osadów formacji Löwenstein w Badenii-Wirtembergii. Kości podstawy czaszki są niezrośnięte, co może sugerować, że należą do osobnika przed osiągnięciem dojrzałości szkieletowej. Mimo to Apatosuchus wydaje się znacznie mniejszy od blisko spokrewnionych z nim taksonów.
Gatunkiem typowym rodzaju jest Apatosuchus orbitoangulatus, opisany w 1932 roku przez Friedricha von Huene pod nazwą cf. Halticosaurus orbitoangulatus. Huene uważał go za teropoda podobnego do haltikozaura – choć przynależność rodzajową pozostawił w otwartej nomenklaturze – i zaklasyfikował do rodziny Podokesauridae, w przybliżeniu odpowiadającej współcześnie rozumianej grupie Coelophysoidea. W 2000 roku Oliver Rauhut i Axel Hungerbühler na podstawie budowy okna przedoczodołowego i zębów stwierdzili, że cf. H. orbitoangulatus bardziej przypomina krokodylomorfa Saltoposuchus niż teropody, ponadto jego szczątki nie mają synapomorfii teropodów. Nie zgodził się z tym Fabien Knoll (2010), który stwierdził, że morfologia cf. H. orbitoangulatus jest zgodna z interpretacją tego taksonu jako teropoda. W 2013 roku Hans-Dieter Sues i Rainer Schoch dokładnie zbadali holotyp poddany dodatkowej preparacji. Na tej podstawie stwierdzili, że nie należy on ani do teropodów, ani do krokodylomorfów, choć jest znacznie bliżej spokrewniony z tymi drugimi. Według przeprowadzonej przez nich analizy filogenetycznej jest on taksonem siostrzanym do kladu obejmującego rodzaje Batrachotomus i Fasolasuchus oraz grupy Rauisuchidae i Crocodylomorpha. W związku z tym Sues i Schoch utworzyli dla niego nową nazwę rodzajową Apatosuchus. Pochodzi ona od greckiego słowa apate („zwodzić”), co odnosi się do faktu, że pokrewieństwo tego taksonu długo było błędnie interpretowane, oraz zlatynizowanego greckiego souchos – imienia egipskiego boga Sobka, przedstawianego z głową krokodyla.